# シャルル・ドルレアン (1820-1828)

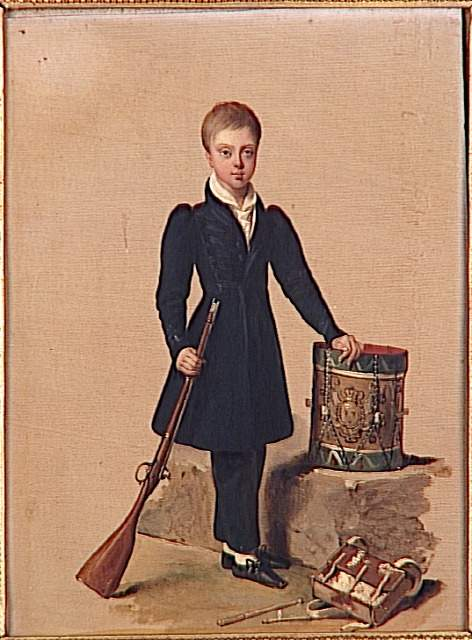
パンティエーヴル公、A・J・デュボワ＝ドラオネ画、コンデ美術館蔵

シャルル・フェルディナン・ルイ＝フィリップ・エマニュエル・ドルレアン（Charles Ferdinand Louis-Philippe Emmanuel d'Orléans, duc de Penthièvre, 1820年1月1日 パリ - 1828年7月25日 ヌイイ＝シュル＝セーヌ）は、復古王政期フランスの王族、血統親王。
オルレアン公ルイ・フィリップとその妻の両シチリア王女マリー・アメリーの間の第8子・四男として、1820年の正月にオルレアン家の本邸パレ・ロワイヤルで誕生。パンティエーヴル公（duc de Penthièvre）の儀礼称号を与えられ、家族内ではパンパン（Pimpin）の愛称で呼ばれた。
分娩予定の1か月前に早産児として生まれたため、生まれてすぐ死ぬだろうと考えられていたが、幼児期を生き延びた。しかし早産の影響で病弱であり、かつ知的障害があった。召使のジョゼフ・ウジネ（Joseph Uginet）が深い愛情をもって発達に遅れのある彼の世話をした。1828年7月25日、ヌイイ城において、激しいけいれんに襲われ8歳で死亡した。亡骸はドルーのサン＝ルイ王室礼拝堂に安置された。両親は彼の死から2年後の1830年7月27日に勃発した7月革命の中で、フランスの玉座につくこととなる。

## 引用・脚注
1. 1 2 3  “Marie-Rose Lagarrigue”.   rolo.eu. 2025年3月17日閲覧。(French)